# Дейч, Марк Михайлович
Марк Миха́йлович Дейч (26 января 1945, Москва, СССР — 2 мая 2012, Бали, Индонезия) — российский журналист, директор издательского дома М. Дейча, в прошлом — политический обозреватель московского бюро радиостанции Радио «Свобода», газет «Известия» и «Московский комсомолец».
Одной из сквозных тем его творчества был анализ ксенофобии и антисемитизма в СССР и России. Немецкий язык считал своим вторым родным.

## Биография
Родился 26 января 1945 года в Москве в семье физика М. Е. Дейча; дед, Ефим Аронович Дейч, был в 1920—1930-е годы известным советским дипломатом.
В 1967 году окончил факультет журналистики МГУ.
В 1967—1977 годах работал в Агентстве печати «Новости».
В 1977 году был осуждён на три года условно, с отбыванием наказания на стройках народного хозяйства, по статье 88 Уголовного кодекса РСФСР «Нарушение правил о валютных операциях».
С 1980 года публиковался в западной прессе, в том числе в издававшемся в Мюнхене диссидентском журнале Кронида Любарского «Страна и мир». С этих лет в профессиональных кругах имел репутацию оппозиционного, критически настроенного к властям журналиста.
В 1981—1989 годах был в штате «Литературной газеты», печатался в еженедельнике «Литературная Россия».
В 1989—1996 годах работал политическим обозревателем Московского бюро радиостанции «Свобода». Одновременно публиковался в газетах «Известия» и «Московский комсомолец». Осенью 1991 года вёл совместно с Татьяной Комаровой несколько выпусков информационной программы «Время».
С 1996 по 2009 год работал обозревателем газеты «Московский комсомолец». Последняя статья авторства Дейча в этой газете вышла в марте 2009 года.
В 2003 году Дейч возглавил ЗАО «Издательский дом М. Дейча», занимающийся выпуском дорогих подарочных книг. В том же году опубликовал в «Московском комсомольце» скандальную статью об Александре Солженицыне, в которой обвинил писателя в антисемитизме.
Автор четырёх книг: «„Память“ как она есть» (в соавторстве с Леонидом Журавлёвым), «На „Свободе“», «Коричневые», «Клио в багровых тонах: Солженицын и евреи».

## Смерть
Несчастный случай произошёл 2 мая 2012 во время купания в курортном местечке Семиньяк на южной стороне острова Бали в Индонезии, где Дейч отдыхал вместе с семьёй и друзьями. Дейч спас 12-летнюю девочку Сашу, дочь своих друзей, которую уносило течением в океан, но при этом утонул сам. Марку делали искусственное дыхание, массаж сердца, продолжали попытки реанимировать и в машине скорой помощи по пути в больницу. Однако вскоре после прибытия в больницу врачи констатировали смерть.
Соболезнование семье Дейча выразил Председатель Правительства РФ Владимир Путин. Похоронен 14 мая 2012 года на Троекуровском кладбище.
В 2014 году на кладбище установлен памятник.
По совпадению, друг и коллега Дейча по диссидентской печати Кронид Любарский тоже утонул в океане во время отдыха в Индонезии на острове Бали. И произошло это тоже в мае — 23 мая 1996 года.

## Личность и творчество
Независимость Дейча, его несколько вызывающая самостоятельность рождали у многих коллег зависть, смешанную с подозрительностью. Марк Михайлович был человеком везучим и не слишком прозрачным. Журналист по образованию, он 10 лет отработал в АПН, потом попался на незаконных тогда валютных операциях и получил всего лишь три года условно (вместо реального лагеря), потом поступил в штат «Литературной газеты» и начал, ничуть не скрываясь, под своим именем, публиковаться на Западе — в эмигрантской печати. Кем он был заколдован? Когда не знаешь разгадки, лучше и не гадать. Как бы то ни было, но то, что писал Дейч, было интересно, остро и актуально.
— Иван Толстой, Радио «Свобода»

## Семья
- Был женат вторым браком на Ксении Николаевне Дейч (девичья фамилия — Задорина, по первому браку — Орлова, род. 30 октября 1972 года) — директор Издательского дома М. Дейча.
- Дети от второго брака: дочери — Мария (род. 15 сентября 2000 года) и Екатерина (род. 21 августа 2003 года).
- От первого брака — сын Константин Маркович Дейч (род. 23 апреля 1966 года).

## Награды
- В ноябре 2007 года Народное Собрание Республики Ингушетия наградило Дейча почётной грамотой «За большой вклад в дело укрепления дружбы между народами, правдивую информацию и гражданскую позицию в своей журналистской деятельности».
- В декабре 2007 года получил премию «Человек года» Федерации еврейских общин России в номинации «журналистика».
- В 1993 году награждён медалью «Защитнику свободной России».